# Llista d'episodis d'Els Simpson fins a la temporada 11

Els Simpson (The Simpsons en versió original) és una sitcom animada nord-americana creada per Matt Groening per la Fox Broadcasting Company. Fa una representació satírica de l'estil de vida de la classe mitjana dels Estats Units, l'epítom de la qual és la família epònima: Homer, Marge, Bart, Lisa i Maggie. La sèrie està ambientada al poble fictici de Springfield i satiritza la cultura, societat, i televisió americanes, així com altres aspectes de la condició humana. Groening concebé la família poc abans d'emetre'n un seguit de curtmetratges produïts per James L. Brooks. Groening creà una família disfuncional i anomenà els personatges com els membres de la seva família –substituint el seu nom pel de Bart. Els curts passaren a formar part de la sèrie de la Fox The Tracey Ullman Show el 19 d'abril de 1987. Després de tres temporades emetent-se com a esquetxos, se'n creà la seva pròpia sèrie (amb episodis d'un 20 minuts de durada), que inicialment seria tot un èxit per la cadena de televisió.
D'ençà del seu debut el 17 de desembre de 1989, s'han emès més de 660 episodis dEls Simpson i el 28 de setembre de 2014 s'estrenà la seva vint-i-sisena temporada. La sèrie reté diversos rècords de longevitat de la televisió americana. És la sèrie animada "prime-time" que ha durat més així com la sitcom de més durada als Estats Units. El seu episodi 500 s'emeté per primer cop el febrer de 2012 a la seva 23a temporada. Amb la seva 21a temporada (2009–10) la sèrie sobrepassà el nombre de temporades de Gunsmoke per així convertir-se en la sèrie estatunidenca "prime-time" més llarga. No obstant, el nombre d'episodis de Gunsmoke (635 episodis) encara supera el d'Els Simpson.
Els episodis d'Els Simpson han guanyat desenes de premis, incloent 31 premis Emmy (10 dels quals per Programa Animat Excepcional), 30 Annies i un premi Peabody. Els 26 i 27 de juliol s'estrenà The Simpsons Movie arreu del món, un llargmetratge que recaptà 526,2 milions de dòlars nord-americans. Les primeres desset temporades estan disponibles en DVD a les regions 1, 2 i 4; la temporada 20 es publicà en DVD i Blu-ray el 2010 per celebrar el 20è aniversari de la sèrie.
El 28 d'octubre de 2014 el productor executiu Al Jean anuncià que la temporada 27 entrà en producció, renovada per la temporada 2015–16.
| Temporada | Temporada | Episodis | Data original de l'emissió |
| --------- | --------- | -------- | -------------------------- |
|           | 1         | 13       | 1989 – 1990                |
|           | 2         | 22       | 1990 – 1991                |
|           | 3         | 24       | 1991 – 1992                |
|           | 4         | 22       | 1992 – 1993                |
|           | 5         | 22       | 1993 – 1994                |
|           | 6         | 25       | 1994 – 1995                |
|           | 7         | 25       | 1995 – 1996                |
|           | 8         | 25       | 1996 – 1997                |
|           | 9         | 25       | 1997 – 1998                |
|           | 10        | 23       | 1998 – 1999                |
|           | 11        | 22       | 1999 – 2000                |
|           | 12        | 21       | 2000 – 2001                |
|           | 13        | 22       | 2001 – 2002                |
|           | 14        | 22       | 2002 – 2003                |
|           | 15        | 22       | 2003 – 2004                |
|           | 16        | 21       | 2004 – 2005                |
|           | 17        | 22       | 2005 – 2006                |
|           | 18        | 22       | 2006 – 2007                |
|           | 19        | 14       | 2007 – 2008                |

## Temporada 1
| #         | Estrena              | Codi | Títol original                    | Títol en català            |
| --------- | -------------------- | ---- | --------------------------------- | -------------------------- |
| 1 - 1.01  | 17 de desembre, 1989 | 7G08 | Simpsons Roasting on an Open Fire | Sense el Blanc Nadal       |
| 2 -1.02   | 14 de gener, 1990    | 7G02 | Bart the Genius                   | Bart, el geni              |
| 3 -1.03   | 21 de gener, 1990    | 7G03 | Homer's Odyssey                   | L'odissea d'Homer          |
| 4 -1.04   | 28 de gener, 1990    | 7G04 | There's No Disgrace Like Home     | Llar, agredolça llar       |
| 5 - 1.05  | 4 de febrer, 1990    | 7G05 | Bart The General                  | Bart, el general           |
| 6 - 1.06  | 11 de febrer, 1990   | 7G06 | Moaning Lisa                      | La depressió de la Lisa    |
| 7 - 1.07  | 18 de febrer, 1990   | 7G09 | The Call Of The Simpsons          | L'abominable home del bosc |
| 8 - 1.08  | 25 de febrer, 1990   | 7G07 | The Telltale Head                 | L'heroi sense cap          |
| 9 - 1.09  | 18 de març, 1990     | 7G11 | Life On The Fast Lane             | Jacques, el trencacors     |
| 10 - 1.10 | 25 de març, 1990     | 7G10 | Homer's Night Out                 | En Homer se'n va de marxa  |
| 11 - 1.11 | 15 d'abril, 1990     | 7G13 | The Crepes Of Wrath               | Els creps de la ira        |
| 12 - 1.12 | 29 d'abril, 1990     | 7G12 | Krusty Gets Busted                | En Krusty va a la presó    |
| 13 - 1.13 | 13 de maig, 1990     | 7G01 | Some Enchanted Evening            | Una nit encantadora        |

## Temporada 2
| #         | Estrena              | Codi | Títol original                                        | Títol en català                                   |
| --------- | -------------------- | ---- | ----------------------------------------------------- | ------------------------------------------------- |
| 14 - 2.01 | 11 d'octubre, 1990   | 7F03 | Bart Gets An F                                        | En Bart suspèn                                    |
| 15 - 2.02 | 18 d'octubre, 1990   | 7F02 | Simpson And Delilah                                   | Simpson i Dalila                                  |
| 16 - 2.03 | 25 d'octubre, 1990   | 7F04 | The Simpsons' Halloween Special                       | L'Especial de Halloween dels Simpsons             |
| 17 - 2.04 | 1 de novembre, 1990  | 7F01 | Two Cars In Every Garage And Three Eyes On Every Fish | Dos cotxes a cada garatge i tres ulls a cada peix |
| 18 - 2.05 | 8 de novembre, 1990  | 7F05 | Dancin' Homer                                         | Homer, el ballarí                                 |
| 19 - 2.06 | 15 de novembre, 1990 | 7F08 | Dead Putting Society                                  | El club dels golfistes morts                      |
| 20 - 2.07 | 22 de novembre, 1990 | 7F07 | Bart Vs. Thanksgiving                                 | En Bart contra el Dia d'Acció de Gràcies          |
| 21 - 2.08 | 6 de desembre, 1990  | 7F06 | Bart The Daredevil                                    | Bart, el temerari                                 |
| 22 - 2.09 | 20 de desembre, 1990 | 7F09 | Itchy & Scratchy & Marge                              | Grata, Pica i Marge                               |
| 23 - 2.10 | 10 de gener, 1991    | 7F10 | Bart Gets Hit By A Car                                | Un cotxe atropella a Bart                         |
| 24 - 2.11 | 24 de gener, 1991    | 7F11 | One Fish, Two Fish, Blowfish, Bluefish                | Un peix, dos peixos, peix d'impacte, peix blau    |
| 25 - 2.12 | 31 de gener, 1991    | 7F12 | The Way We Was                                        | De la manera que nosaltres érem                   |
| 26 - 2.13 | 7 de febrer, 1991    | 7F13 | Homer Vs. Lisa And The 8th Commandment                | En Homer contra la Lisa i el vuitè manament       |
| 27 - 2.14 | 14 de febrer, 1991   | 7F15 | Principal Charming                                    | El director encisador                             |
| 28 - 2.15 | 21 de febrer, 1991   | 7F16 | Oh Brother, Where Art Thou?                           | Germà, on estàs?                                  |
| 29 - 2.16 | 7 de març, 1991      | 7F14 | Bart's Dog Gets An F                                  | El suspens del gos d'en Bart                      |
| 30 - 2.17 | 28 de març, 1991     | 7F17 | Old Money                                             | Vells diners                                      |
| 31 - 2.18 | 11 d'abril, 1991     | 7F18 | Brush With Greatness                                  | Pinta amb grandesa                                |
| 32 - 2.19 | 25 d'abril, 1991     | 7F19 | Lisa's Substitute                                     | El substitut de la Lisa                           |
| 33 - 2.20 | 2 de maig, 1991      | 7F20 | The War Of The Simpsons                               | La guerra dels Simpson                            |
| 34 - 2.21 | 9 de maig, 1991      | 7F21 | Three Men And A Comic Book                            | Tres homes i un còmic                             |
| 35 - 2.22 | 11 de juliol, 1991   | 7F22 | Blood Feud                                            | Sagnant enemistat                                 |

## Temporada 3
| #         | Estrena              | Codi | Títol original                     | Títol en català                          |
| --------- | -------------------- | ---- | ---------------------------------- | ---------------------------------------- |
| 36 - 3.01 | 19 de setembre, 1991 | 7F24 | Stark Raving Dad                   | El pare està boig                        |
| 37 - 3.02 | 26 de setembre, 1991 | 8F01 | Mr. Lisa Goes to Washington        | La Lisa se'n va a Washington             |
| 38 - 3.03 | 3 d'octubre, 1991    | 7F23 | When Flanders Failed               | Quan en Flanders es va arruïnar          |
| 39 - 3.04 | 10 d'octubre, 1991   | 8F03 | Bart the Murderer                  | En Bart, l'assassí                       |
| 40 - 3.05 | 17 d'octubre, 1991   | 8F04 | Homer Defined                      | La definició d'Homer                     |
| 41 - 3.06 | 24 d'octubre, 1991   | 8F05 | Like Father, Like Clown            | Tal pare, tal pallasso                   |
| 42 - 3.07 | 31 d'octubre, 1991   | 8F02 | The Simpsons' Halloween Special II | L'Especial de Halloween dels Simpsons II |
| 43 - 3.08 | 7 de novembre, 1991  | 8F06 | Lisa's Pony                        | El poni de la Lisa                       |
| 44 - 3.09 | 14 de novembre, 1991 | 8F07 | Saturdays of Thunder               | Dissabtes de tro                         |
| 45 - 3.10 | 21 de novembre, 1991 | 8F08 | Flaming Moe's                      | El flamenjat d'en Moe                    |
| 46 - 3.11 | 5 de desembre, 1991  | 8F09 | Burns Verkaufen der Kraftwerk      | El Sr. Burns ven la central nuclear      |
| 47 - 3.12 | 26 de desembre, 1991 | 8F10 | I Married Marge                    | Em vaig casar amb la Marge               |
| 48 - 3.13 | 9 de gener, 1992     | 8F11 | Radio Bart                         | Radio Bart                               |
| 49 - 3.14 | 23 de gener, 1992    | 8F12 | Lisa the Greek                     | Lisa l'oracle                            |
| 50 - 3.15 | 6 de febrer, 1992    | 8F14 | Homer Alone                        | En Homer es queda sol                    |
| 51 - 3.16 | 13 de febrer, 1992   | 8F16 | Bart the Lover                     | Bart l'amant                             |
| 52 - 3.17 | 20 de febrer, 1992   | 8F13 | Homer at the Bat                   | Homer al bat                             |
| 53 - 3.18 | 27 de febrer, 1992   | 8F15 | Separate Vocations                 | Vocacions separades                      |
| 54 - 3.19 | 12 de març, 1992     | 8F17 | Dog of Death                       | El gos de la mort                        |
| 55 - 3.20 | 26 de març, 1992     | 8F19 | Colonel Homer                      | El coronel Homer                         |
| 56 - 3.21 | 9 d'abril, 1992      | 8F20 | Black Widower                      | El vidu negre                            |
| 57 - 3.22 | 23 d'abril, 1992     | 8F21 | The Otto Show                      | El xou de l'Otto                         |
| 58 - 3.23 | 7 de maig, 1992      | 8F22 | Bart's Friend Falls in Love        | En Milhouse s'enamora                    |
| 59 - 3.24 | 27 d'agost, 1992     | 8F23 | Brother Can You Spare Two Dimes?   | Germà, em pots deixar dos centaus?       |

## Temporada 4
| #         | Estrena              | Codi | Títol original                             | Títol en català                             |
| --------- | -------------------- | ---- | ------------------------------------------ | ------------------------------------------- |
| 60 - 4.01 | 24 de setembre, 1992 | 8F24 | Kamp Krusty                                | El campament Krusty                         |
| 61 - 4.02 | 1 d'octubre, 1992    | 8F18 | A Streetcar Named Marge                    | Un tramvia anomenat Marge                   |
| 62 - 4.03 | 8 d'octubre, 1992    | 9F01 | Homer the Heretic                          | Homer l'heretge                             |
| 63 - 4.04 | 15 d'octubre, 1992   | 9F02 | Lisa the Beauty Queen                      | Lisa, la reina de la bellesa                |
| 64 - 4.05 | 29 d'octubre, 1992   | 9F04 | The Simpsons' Halloween Special III        | L'Especial de Halloween dels Simpsons III   |
| 65 - 4.06 | 3 de novembre, 1992  | 9F03 | Itchy & Scratchy: The Movie                | Grata i Pica: la pel·lícula                 |
| 66 - 4.07 | 5 de novembre, 1992  | 9F05 | Marge Gets a Job                           | La Marge aconsegueix una ocupació           |
| 67 - 4.08 | 12 de novembre, 1992 | 9F06 | New Kid on the Block                       | La nova noia del barri                      |
| 68 - 4.09 | 19 de novembre, 1992 | 9F07 | Mr. Plow                                   | El Senyor Llevaneu                          |
| 69 - 4.10 | 3 de desembre, 1992  | 9F08 | Lisa's First Word                          | La primera paraula de la Lisa               |
| 70 - 4.11 | 17 de desembre, 1992 | 9F09 | Homer's Triple Bypass                      | El triple bypass d'Homer                    |
| 71 - 4.12 | 14 de gener, 1993    | 9F10 | Marge vs. the Monorail                     | La Marge contra el monorraïl                |
| 72 - 4.13 | 21 de gener, 1993    | 9F11 | Selma's Choice                             | L'elecció de la Selma                       |
| 73 - 4.14 | 4 de febrer, 1993    | 9F12 | Brother from the Same Planet               | Germà del mateix planeta                    |
| 74 - 4.15 | 11 de febrer, 1993   | 9F13 | I Love Lisa                                | Jo estimo a la Lisa                         |
| 75 - 4.16 | 18 de febrer, 1993   | 9F14 | Duffless                                   | Sense Duff                                  |
| 76 - 4.17 | 11 de març, 1993     | 9F15 | Last Exit to Springfield                   | L'última sortida a Springfield              |
| 77 - 4.18 | 1 d'abril, 1993      | 9F17 | So It's Come to This: A Simpsons Clip Show | Així ha arribat a això: Un xou dels Simpson |
| 78 - 4.19 | 15 d'abril, 1993     | 9F16 | The Front                                  | El front                                    |
| 79 - 4.20 | 29 d'abril, 1993     | 9F18 | Whacking Day                               | El dia del colpejador                       |
| 80 - 4.21 | 6 de maig, 1993      | 9F20 | Marge in Chains                            | La Marge encadenada                         |
| 81 - 4.22 | 13 de maig, 1993     | 9F19 | Krusty Gets Kancelled                      | En Krusty s'anul·la                         |

## Temporada 5
| #          | Estrena             | Codi | Títol original                                                             | Títol en català                                             |
| ---------- | ------------------- | ---- | -------------------------------------------------------------------------- | ----------------------------------------------------------- |
| 82 - 5.01  | 30 de setembre 1993 | 9F21 | Homer's Barbershop Quartet                                                 | El quartet musical d'en Homer                               |
| 83 - 5.02  | 7 d'octubre 1993    | 9F22 | Cape Feare                                                                 | El cap de la por                                            |
| 85 - 5.04  | 21 d'octubre 1993   | 1F01 | Rosebud                                                                    | L'ós de peluix d'en Burns                                   |
| 86 - 5.05  | 28 d'octubre 1993   | 1F04 | The Simpsons' Halloween Special IV                                         | L'Especial de Halloween dels Simpsons IV                    |
| 87 - 5.06  | 4 de novembre 1993  | 1F03 | Marge on the Lam                                                           | La Marge es dona a la fuga                                  |
| 88 - 5.07  | 11 de novembre 1993 | 1F05 | Bart's Inner Child                                                         | El nen que hi ha dins d'en Bart                             |
| 89 - 5.08  | 18 de novembre 1993 | 1F06 | Boy-Scoutz N the Hood                                                      | L'explorador d'incògnit                                     |
| 90 - 5.09  | 9 de desembre 1993  | 1F07 | The Last Temptation of Homer                                               | L'última temptació d'Homer                                  |
| 91 - 5.10  | 16 de desembre 1993 | 1F08 | $pringfield, Or How I Learned to Stop Worrying and Love Legalized Gambling | Springfield o com vaig aprendre a estimar el joc legalitzat |
| 92 - 5.11  | 6 de gener 1994     | 1F09 | Homer the Vigilante                                                        | Homer el detectiu                                           |
| 93 - 5.12  | 3 de febrer 1994    | 1F11 | Bart Gets Famous                                                           | En Bart es fa famós                                         |
| 94 - 5.13  | 10 de febrer 1994   | 1F10 | Homer and Apu                                                              | En Homer i l'Apu                                            |
| 95 - 5.14  | 17 de febrer 1994   | 1F12 | Lisa vs. Malibu Stacy                                                      | La Lisa està contra la Stacy Malibú                         |
| 96 - 5.15  | 24 de febrer 1994   | 1F13 | Deep Space Homer                                                           | En Homer a l'espai exterior                                 |
| 97 - 5.16  | 17 de març 1994     | 1F14 | Homer Loves Flanders                                                       | En Homer estima a en Flanders                               |
| 98 - 5.17  | 31 de març 1994     | 1F15 | Bart Gets an Elephant                                                      | Li regalen un elefant a en Bart                             |
| 99 - 5.18  | 14 d'abril 1994     | 1F16 | Burns' Heir                                                                | L'hereu d'en Burns                                          |
| 100 - 5.19 | 28 d'abril 1994     | 1F18 | Sweet Seymour Skinner's Baadasssss Song                                    | La rude cançó del dolç Seymour Skinner                      |
| 101 - 5.20 | 5 de maig 1994      | 1F19 | The Boy Who Knew Too Much                                                  | El nen que sap massa                                        |
| 102 - 5.21 | 12 de maig 1994     | 1F21 | Lady Bouvier's Lover                                                       | L'amant de la Madame Bouvier                                |
| 103 - 5.22 | 19 de maig 1994     | 1F20 | Secrets of a Successful Marriage                                           | Els secrets d'un bon matrimoni                              |

## Temporada 6
| #          | Estrena             | Codi | Títol original                    | Títol en català                                |
| ---------- | ------------------- | ---- | --------------------------------- | ---------------------------------------------- |
| 104 - 6.01 | 4 de setembre 1994  | 1F22 | Bart of Darkness                  | Bart a la foscor                               |
| 105 - 6.02 | 11 de setembre 1994 | 1F17 | Lisa's Rival                      | La rival de la Lisa                            |
| 106 - 6.03 | 25 de setembre 1994 | 2F33 | Another Simpsons Clip Show        | Un altre xou dels Simpson                      |
| 107 - 6.04 | 2 d'octubre 1994    | 2F01 | Itchy & Scratchy Land             | La terra de Grata i Pica                       |
| 108 - 6.05 | 9 d'octubre 1994    | 2F02 | Sideshow Bob Roberts              | El retorn de l'actor secundari Bob             |
| 109 - 6.06 | 30 d'octubre1994    | 2F03 | The Simpsons' Halloween Special V | L'Especial de Halloween dels Simpsons V        |
| 110 - 6.07 | 6 de novembre 1994  | 2F04 | Bart's Girlfriend                 | La xicota d'en Bart                            |
| 111 - 6.08 | 13 de novembre 1994 | 2F05 | Lisa on Ice                       | La Lisa sobre gel                              |
| 112 - 6.09 | 27 de novembre 1994 | 2F06 | Homer: Badman                     | Homer, l'home dolent                           |
| 113 - 6.10 | 4 de desembre 1994  | 2F07 | Grampa vs. Sexual Inadequacy      | L'avi contra la impotència sexual              |
| 114 - 6.11 | 18 de desembre 1994 | 2F08 | Fear of Flying                    | La por a volar                                 |
| 115 - 6.12 | 8 de gener 1995     | 2F09 | Homer the Great                   | Homer el gran                                  |
| 116 - 6.13 | 22 de gener 1995    | 2F10 | And Maggie Makes Three            | I amb la Maggie són tres                       |
| 117 - 6.14 | 5 de febrer 1995    | 2F11 | Bart's Comet                      | L'estel d'en Bart                              |
| 118 - 6.15 | 12 de febrer 1995   | 2F12 | Homie the Clown                   | Homer el pallasso                              |
| 119 - 6.16 | 19 de febrer 1995   | 2F13 | Bart vs. Australia                | En Bart contra Australia                       |
| 120 - 6.17 | 26 de febrer 1995   | 2F14 | Homer vs. Patty & Selma           | En Homer contra la Patty i la Selma            |
| 121 - 6.18 | 5 de març 1995      | 2F31 | A Star is Burns                   | L'estrella és en Burns                         |
| 122 - 6.19 | 19 de març 1995     | 2F15 | Lisa's Wedding                    | El casament de la Lisa                         |
| 123 - 6.20 | 9 d'abril 1995      | 2F18 | Two Dozen and One Greyhounds      | Dues dotzenes i un galg                        |
| 124 - 6.21 | 16 d'abril 1995     | 2F19 | The PTA Disbands!                 | El Consell Escolar es dissol!                  |
| 125 - 6.22 | 30 d'abril 1995     | 2F32 | 'Round Springfield                | Al voltant de Springfield                      |
| 126 - 6.23 | 7 de maig 1995      | 2F21 | The Springfield Connection        | La connexió de Springfield                     |
| 127 - 6.24 | 14 de maig 1995     | 2F22 | Lemon of Troy                     | La llimona de Troya                            |
| 128 - 6.25 | 21 de maig 1995     | 2F16 | Who Shot Mr. Burns Part One       | Qui va disparar al Senyor Burns (Primera part) |

## Temporada 7
| #          | Estrena             | Codi | Títol original                                                                      | Títol en català                                                                   |
| ---------- | ------------------- | ---- | ----------------------------------------------------------------------------------- | --------------------------------------------------------------------------------- |
| 129 - 7.01 | 17 de setembre 1995 | 2F20 | Who Shot Mr. Burns Part Two                                                         | Qui va disparar al Senyor Burns (Segona part)                                     |
| 130 - 7.02 | 24 de setembre 1995 | 2F17 | Radioactive Man                                                                     | L'Home Radioactiu                                                                 |
| 131 - 7.03 | 1 d'octubre 1995    | 3F01 | Home Sweet Homediddly-Dum-Doodily                                                   | Dolça llar                                                                        |
| 132 - 7.04 | 8 d'octubre 1995    | 3F02 | Bart Sells His Soul                                                                 | En Bart ven la seva ànima                                                         |
| 133 - 7.05 | 15 d'octubre 1995   | 3F03 | Lisa the Vegetarian                                                                 | Lisa, la vegetariana                                                              |
| 134 - 7.06 | 29 d'octubre 1995   | 3F04 | The Simpsons' Halloween Special VI                                                  | L'Especial de Halloween dels Simpsons VI                                          |
| 135 - 7.07 | 5 de novembre 1995  | 3F05 | King-Size Homer                                                                     | En Homer mida gegant                                                              |
| 136 - 7.08 | 19 de novembre 1995 | 3F06 | Mother Simpson                                                                      | La mare Simpson                                                                   |
| 137 - 7.09 | 26 de novembre 1995 | 3F08 | Sideshow Bob's Last Gleaming                                                        | Lúltim xou brillant de l'actor secundari Bob                                      |
| 138 - 7.10 | 3 de desembre 1995  | 3F31 | The Simpsons 138th Episode Spectacular                                              | L'espectacular episodi número 138                                                 |
| 139 - 7.11 | 17 de desembre 1995 | 3F07 | Marge Be Not Proud                                                                  | Marge no siguis orgullosa                                                         |
| 140 - 7.12 | 7 de gener 1996     | 3F10 | Team Homer                                                                          | L'equip d'en Homer                                                                |
| 141 - 7.13 | 14 de gener 1996    | 3F09 | Two Bad Neighbors                                                                   | Dos mals veïns                                                                    |
| 142 - 7.14 | 4 de febrer 1996    | 3F11 | Scenes from the Class Struggle in Springfield                                       | Escenes de la lluita de les classes de Springfield                                |
| 143 - 7.15 | 11 de febrer 1996   | 3F12 | Bart the Fink                                                                       | Bart, el delator                                                                  |
| 144 - 7.16 | 18 de febrer 1996   | 3F13 | Lisa the Iconoclast                                                                 | Llisa, la iconoclasta                                                             |
| 145 - 7.17 | 25 de febrer 1996   | 3F14 | Homer the Smithers                                                                  | Homer Smithers                                                                    |
| 146 - 7.18 | 17 de març 1996     | 3F16 | The Day the Violence Died                                                           | El dia que la violència va morir                                                  |
| 147 - 7.19 | 24 de març 1996     | 3F15 | A Fish Called Selma                                                                 | Un peix anomenat Selma                                                            |
| 148 - 7.20 | 31 de març 1996     | 3F17 | Bart on the Road                                                                    | En Bart en el carrer                                                              |
| 149 - 7.21 | 14 d'abril 1996     | 3F18 | 22 Short Films About Springfield                                                    | 22 pel·lícules curtes sobre Springfield                                           |
| 150 - 7.22 | 28 d'abril 1996     | 3F19 | Raging Abe Simpson and His Grumbling Grandson in "The Curse of the Flying Hellfish" | Abe Simpson furiós i el seu net que es queixa en "La Maledicció del Peix Volador" |
| 151 - 7.23 | 5 de maig 1996      | 3F20 | Much Apu About Nothing                                                              | Molt Apu sobre res                                                                |
| 152 - 7.24 | 19 de maig 1996     | 3F21 | Homerpalooza                                                                        | Homerpalooza                                                                      |
| 153 - 7.25 | 19 de maig 1996     | 3F22 | Summer of 4 Ft. 2                                                                   | L'estiu de metre i mig                                                            |

## Temporada 8
| #          | Estrena             | Codi | Títol original                                                        | Título en català                          |
| ---------- | ------------------- | ---- | --------------------------------------------------------------------- | ----------------------------------------- |
| 154 - 8.01 | 27 d'octubre 1996   | 4F02 | The Simpsons' Halloween Special VII                                   | L'Especial de Halloween dels Simpsons VII |
| 155 - 8.02 | 3 de novembre 1996  | 3F23 | You Only Move Twice                                                   | Només es transllada dos cops              |
| 156 - 8.03 | 10 de novembre 1996 | 4F03 | The Homer They Fall                                                   | Homer serà la caiguda                     |
| 157 - 8.04 | 17 de novembre 1996 | 4F05 | Burns, Baby Burns                                                     | Burns, el bebé Burns                      |
| 158 - 8.05 | 24 de novembre 1996 | 4F06 | Bart After Dark                                                       | En Bart després de la foscor              |
| 159 - 8.06 | 1 de desembre 1996  | 4F04 | A Milhouse Divided                                                    | En Milhouse dividit                       |
| 160 - 8.07 | 15 de desembre 1996 | 4F01 | Lisa's Date with Density                                              | La cita de la Lisa amb densitat           |
| 161 - 8.08 | 29 de desembre 1996 | 4F07 | Hurricane Neddy                                                       | L'huracà Neddy                            |
| 162 - 8.09 | 5 de gener 1997     | 3F24 | El Viaje Misterioso de Nuestro Jomer (The Mysterious Voyage of Homer) | El misteriós viatge d'en Homer            |
| 163 - 8.10 | 12 de gener 1997    | 3G01 | The Springfield Files                                                 | Els arxius de Springfield                 |
| 164 - 8.11 | 19 de gener 1997    | 4F08 | The Twisted World of Marge Simpson                                    | El torçat món de la Marge Simpson         |
| 165 - 8.12 | 2 de febrer 1997    | 4F10 | Mountain of Madness                                                   | La muntanya de la bogeria                 |
| 166 - 8.13 | 7 de febrer 1997    | 3G03 | Simpsoncalifragilisticexpiala (Annoyed Grunt)cious                    | Simpsoncalifragilisticex- pialadociós     |
| 167 - 8.14 | 9 de febrer 1997    | 4F12 | The Itchy & Scratchy & Poochie Show                                   | El xou de Rasca, Pica i Poochie           |
| 168 - 8.15 | 16 de febrer 1997   | 4F11 | Homer's Phobia                                                        | La fòbia d'en Homer                       |
| 169 - 8.16 | 23 de febrer 1997   | 4F14 | Brother from Another Series                                           | El germà d'una altra sèrie                |
| 170 - 8.17 | 2 de març 1997      | 4F13 | My Sister, My Sitter                                                  | La meva germana, la meva mainadera        |
| 171 - 8.18 | 16 de març 1997     | 4F15 | Homer vs. The Eighteenth Amendment                                    | En Homer contra la divuitena esmena       |
| 172 - 8.19 | 6 d'abril 1997      | 4F09 | Grade School Confidential                                             | L'escola primària confidencial            |
| 173 - 8.20 | 13 d'abril 1997     | 4F16 | The Canine Mutiny                                                     | El motí caní                              |
| 174 - 8.21 | 20 d'abril 1997     | 4F17 | The Old Man and the Lisa                                              | L'home vell i la Lisa                     |
| 175 - 8.22 | 27 d'abril 1997     | 4F18 | In Marge We Trust                                                     | En la Marge confiem                       |
| 176 - 8.23 | 4 de maig 1997      | 4F19 | Homer's Enemy                                                         | L'enemic d'en Homer                       |
| 177 - 8.24 | 11 de maig 1997     | 4F20 | The Simpsons Spin-Off Showcase                                        | Els Simpson a la vitrina                  |
| 178 - 8.25 | 18 de maig 1997     | 4F21 | The Secret War of Lisa Simpson                                        | La guerra secreta de la Lisa Simpson      |

## Temporada 9
| #          | Estrena              | Codi | Títol original                         | Títol en català                                |
| ---------- | -------------------- | ---- | -------------------------------------- | ---------------------------------------------- |
| 179 - 9.01 | 21 de setembre, 1997 | 4F22 | The City of New York vs. Homer Simpson | La ciutat de Nova York contra en Homer Simpson |
| 180 - 9.02 | 28 de setembre, 1997 | 4F23 | The Principal and the Pauper           | El director i l'indigent                       |
| 181 - 9.03 | 19 d'octubre, 1997   | 3G02 | Lisa's Sax                             | El saxòfon de la Lisa                          |
| 182 - 9.04 | 26 d'octubre, 1997   | 5F02 | The Simpsons' Halloween Special VIII   | L'Especial de Halloween dels Simpsons VIII     |
| 183 - 9.05 | 2 de novembre, 1997  | 5F01 | The Cartridge Family                   | La família Cartridge                           |
| 184 - 9.06 | 9 de novembre, 1997  | 5F03 | Bart Star                              | L'estrella Bart                                |
| 185 - 9.07 | 16 de novembre, 1997 | 5F04 | The Two Mrs. Nahasapeemapetilons       | Les dues senyores Nahasapeemapetilon           |
| 186 - 9.08 | 23 de novembre, 1997 | 5F05 | Lisa the Skeptic                       | Lisa l'escèptica                               |
| 187 - 9.09 | 7 de desembre, 1997  | 5F06 | Realty Bites                           | La dura realitat                               |
| 188 - 9.10 | 22 de desembre, 1997 | 5F07 | Miracle on Evergreen Terrace           | El miracle d'Evergreen Terrace                 |
| 189 - 9.11 | 4 de gener, 1998     | 5F24 | All Singing, All Dancing               | Tots cantant, tots ballant                     |
| 190 - 9.12 | 11 de gener, 1998    | 5F08 | Bart Carny                             | Bart el firaire                                |
| 191 - 9.13 | 8 de febrer, 1998    | 5F23 | The Joy of Sect                        | L'alegria de la secta                          |
| 192 - 9.14 | 15 de febrer, 1998   | 5F11 | Das Bus                                | L'autobús de la mort                           |
| 193 - 9.15 | 22 de febrer, 1998   | 5F10 | The Last Temptation of Krusty          | L'última temptació d'en Krusty                 |
| 194 - 9.16 | 1 de març, 1998      | 5F12 | Dumbbell Indemnity                     | Indemnització de peses                         |
| 195 - 9.17 | 8 de març, 1998      | 4F24 | Lisa the Simpson                       | Lisa la Simpson                                |
| 196 - 9.18 | 22 de març, 1998     | 5F13 | This Little Wiggy                      | El petit Wiggy                                 |
| 197 - 9.19 | 29 de març, 1998     | 3G04 | Simpson Tide                           | La marea Simpson                               |
| 198 - 9.20 | 5 d'abril, 1998      | 5F14 | The Trouble With Trillions             | Els problemes amb els bilions                  |
| 199 - 9.21 | 19 d'abril, 1998     | 5F15 | Girly Edition                          | Edició efeminada                               |
| 200 - 9.22 | 26 d'abril, 1998     | 5F09 | Trash of the Titans                    | Les escombraries dels Titans                   |
| 201 - 9.23 | 3 de maig, 1998      | 5F16 | King of the Hill                       | El rei del puig                                |
| 202 - 9.24 | 10 de maig, 1998     | 5F17 | Lost Our Lisa                          | Hem perdut a la nostra Lisa                    |
| 203 - 9.25 | 17 de maig, 1998     | 5F18 | Natural Born Kissers                   | Marge, puc ajeure'm amb el perill?             |

## Temporada 10
| #           | Estrena              | Codi   | Títol original                               | Títol en català                               |
| ----------- | -------------------- | ------ | -------------------------------------------- | --------------------------------------------- |
| 204 - 10.01 | 23 d'agost, 1998     | 5F20   | Lard of the Dance                            | L'enllardissi del ball                        |
| 205 - 10.02 | 20 de setembre, 1998 | 5F21   | The Wizard of Evergreen Terrace              | El mag d'Evergreen Terrace                    |
| 206 - 10.03 | 27 de setembre, 1998 | 5F22   | Bart the Mother                              | Bart la mare                                  |
| 207 - 10.04 | 25 d'octubre, 1998   | AABF01 | The Simpsons' Halloween Special IX           | L'Especial de Halloween dels Simpsons IX      |
| 208 - 10.05 | 8 de novembre, 1998  | 5F19   | When You Dish Upon a Star                    | Quan es critica a una estrella                |
| 209 - 10.06 | 15 de novembre, 1998 | AABF02 | D'oh-in' In the Wind                         | Oh, en el vent                                |
| 210 - 10.07 | 22 de novembre, 1998 | AABF03 | Lisa Gets an "A"                             | La Lisa treu un 10                            |
| 211 - 10.08 | 6 de desembre, 1998  | AABF04 | Homer Simpson in: "Kidney Trouble"           | En Homer Simpson a: Problemes amb els ronyons |
| 212 - 10.09 | 20 de desembre, 1998 | AABF05 | Mayored to the Mob                           | L'alcalde i la mafia                          |
| 213 - 10.10 | 10 de gener, 1999    | AABF06 | Viva Ned Flanders                            | Visca en Ned Flanders                         |
| 214 - 10.11 | 17 de gener, 1999    | AABF07 | Wild Barts Can't Be Broken                   | Els Barts salvatges no es poden trencar       |
| 215 - 10.12 | 31 de gener, 1999    | AABF08 | Sunday, Cruddy Sunday                        | Diumenge, cruel diumenge                      |
| 216 - 10.13 | 7 de febrer, 1999    | AABF09 | Homer to the Max                             | Homer al màxim                                |
| 217 - 10.14 | 14 de febrer, 1999   | AABF11 | I'm With Cupid                               | Estic amb en Cupido                           |
| 218 - 10.15 | 21 de febrer, 1999   | AABF10 | Marge Simpson in: "Screaming Yellow Honkers" | La Marge Simpson a: cridant al volant         |
| 219 - 10.16 | 28 de febrer, 1999   | AABF12 | Make Room for Lisa                           | Feu lloc a la Lisa                            |
| 220 - 10.17 | 28 de març, 1999     | AABF13 | Maximum Homerdrive                           | En Homer treballa massa                       |
| 221 - 10.18 | 4 d'abril, 1999      | AABF14 | Simpsons Bible Stories                       | Històries Bíbliques dels Simpson              |
| 222 - 10.19 | 11 d'abril, 1999     | AABF15 | Mom and Pop Art                              | L'art de la mare i el pare                    |
| 223 - 10.20 | 25 d'abril, 1999     | AABF16 | The Old Man and The "C" Student              | L'home vell i l'alumne amb baixes notes       |
| 224 - 10.21 | 2 de maig, 1999      | AABF17 | Monty Can't Buy Me Love                      | En Burns no pot comprar el meu amor           |
| 225 - 10.22 | 9 de maig, 1999      | AABF18 | They Saved Lisa's Brain                      | Han salvat el cervell de la Lisa              |
| 226 - 10.23 | 16 de maig, 1999     | AABF20 | Thirty Minutes Over Tokyo                    | Trenta minuts sobre Tokio                     |

## Temporada 11
| #           | Estrena              | Codi   | Títol original                          | Títol en català                               |
| ----------- | -------------------- | ------ | --------------------------------------- | --------------------------------------------- |
| 227 - 11.01 | 26 de setembre, 1999 | AABF23 | Beyond Blunderdome                      | Més enllà de cúpula espifiada                 |
| 228 - 11.02 | 3 d'octubre, 1999    | AABF22 | Brother's Little Helper                 | La petita ajuda del germà                     |
| 229 - 11.03 | 24 d'octubre, 1999   | AABF21 | Guess Who's Coming to Criticize Dinner? | Encerta qui està vinguent a criticar el sopar |
| 230 - 11.04 | 31 d'octubre, 1999   | BABF01 | The Simpsons' Halloween Special X       | L'Especial de Halloween dels Simpsons X       |
| 231 - 11.05 | 7 de novembre, 1999  | AABF19 | E-I-E-I-(Annoyed Grunt)                 | E-I-E-I- (gest de disgust)                    |
| 232 - 11.06 | 14 de novembre, 1999 | BABF02 | Hello Gutter, Hello Fadder              | Hola barranc, hola pare                       |
| 233 - 11.07 | 21 de novembre, 1999 | BABF03 | Eight Misbehavin'                       | Vuit malcriats                                |
| 234 - 11.08 | 28 de novembre, 1999 | BABF05 | Take My Wife, Sleaze                    | Emporta't la meva dona, pocavergonya          |
| 235 - 11.09 | 19 de desembre, 1999 | BABF07 | Grift of the Magi                       | L'engany dels Reis Mags                       |
| 236 - 11.10 | 9 de gener, 2000     | BABF04 | Little Big Mom                          | La petita gran mare                           |
| 237 - 11.11 | 16 de gener, 2000    | BABF06 | Faith Off                               | La pèrdua de la fe                            |
| 238 - 11.12 | 23 de gener, 2000    | BABF08 | The Mansion Family                      | La família Mansió                             |
| 239 - 11.13 | 6 de febrer, 2000    | BABF09 | Saddlesore Galactica                    | Els genets galàctics                          |
| 240 - 11.14 | 13 de febrer, 2000   | BABF10 | Alone Again, Natura-Diddily             | Naturalment, una altra vegada sol             |
| 241 - 11.15 | 20 de febrer, 2000   | BABF11 | Missionary: Impossible                  | Missioner: impossible                         |
| 242 - 11.16 | 27 de febrer, 2000   | BABF12 | Pygmoelian                              | Pigmoelió                                     |
| 243 - 11.17 | 19 de març, 2000     | BABF13 | Bart to the Future                      | En Bart al futur                              |
| 244 - 11.18 | 9 d'abril, 2000      | BABF14 | Days of Wine and D'oh'ses               | Dies de vi i de suspirs                       |
| 245 - 11.19 | 30 d'abril, 2000     | BABF16 | Kill the Alligator and Run              | Mata al cocodril i fuig                       |
| 246 - 11.20 | 7 de maig, 2000      | BABF15 | Last Tap Dance in Springfield           | L'últim claqué a Springfield                  |
| 247 - 11.21 | 14 de maig, 2000     | BABF18 | It's A Mad, Mad, Mad, Mad Marge         | La boja, boja, boja, boja Marge               |
| 248 - 11.22 | 21 de maig, 2000     | BABF19 | Behind the Laughter                     | Al darrere dels riures                        |